# Vedano Olona
Vedano Olona là một đô thị ở tỉnh Varese trong vùng Lombardia, có cự ly khoảng 40 km về phía tây bắc của Milan và khoảng 7 km về phía đông nam của Varese. Tại thời điểm ngày 31 tháng 12 năm 2004, đô thị này có dân số 7.221 người và diện tích là 7,1 km².
Vedano Olona giáp các đô thị: Binago, Castiglione Olona, Lozza, Malnate, Varese, Venegono Superiore.